# Vietnam Air Services Company
Vietnam Air Services Company of VASCO is een Vietnamese luchtvaartmaatschappij met haar thuisbasis in Ho Chi Minhstad.

## Geschiedenis
Vietnam Air Service Company is opgericht in 1993 door Vietnam Airlines.

## Bestemmingen
Vietnam Air Services Company voert lijnvluchten uit naar:(juli 2007)
- Cà Mau, Luchthaven Cỏ Ống op Côn Đảo, Ho Chi Minhstad, Quinhon, Tamky, Tuyhoa.

## Vloot
De vloot van Vietnam Air Services Company bestaat uit:(november 2007)
- 2 ATR-72-200
- 1 Antonov AN26()
- 1 Convair 580